# Miconia tepicana
Miconia tepicana är en tvåhjärtbladig växtart som beskrevs av Paul Carpenter Standley. Miconia tepicana ingår i släktet Miconia och familjen Melastomataceae. Inga underarter finns listade i Catalogue of Life.